# Nannoconus
Genre
Nannoconus est un genre éteint d'algues microscopiques planctoniques haptophytes dont on retrouve les éléments du squelette externe calcitique dans les sédiments du Crétacé. Le genre a donné son nom à la famille éteinte des Nannoconaceae rattachée à la classe des Prymnesiophyceae.
Ces microfossiles furent étudiés dans les années 1950 par Paul Brönnimann qui laissa son nom à plusieurs espèces de Nannoconus. On en répertorie une vingtaine d'espèces qui ont vécu au cours du Crétacé 
il y a environ entre 136 et 70 Ma (millions d'années).

## Description
Nannoconus est un genre de microfossiles  ou nannofossiles, provenant d'algues microscopiques (Algae)  ou nanoplancton, dont le squelette calcaire est formé d'un assemblage cylindrique, globuleux et pyriforme de petites plaquettes triangulaires arrangé en spire, les pointes dirigées vers l'axe avec un canal central dans l'axe, ouvert aux deux extrémités. Leur taille est de quelques micromètres. Ils contribuent, avec d'autres microfossiles, à la formation de roches carbonatées (calcaires, craie, marnes...).

## Nomenclature
- Eucaryotes, Chromista - T. Cavalier-Smith, 1981 Chromobiota  - Cavalier-Smith, 1991
- Haptista, Haptophyta - Hibberd Ex Cavalier-Smith, 1986
- Classe :  Prymnesiophyceae - D.j. Hibberd, 1976
- Famille : Nannoconaceae - Deflandre, 1959

## Liste d'espèces
Selon  paramètre de Bioref « uBIO » non reconnu  :
- Nannoconus abundans
- Nannoconus alpina
- Nannoconus bermudezi
- Nannoconus boletus
- Nannoconus boneti
- Nannoconus borealis
- Nannoconus bucheri
- Nannoconus cadischiana
- Nannoconus carniolensis
- Nannoconus carpathica
- Nannoconus circularia
- Nannoconus colomi
- Nannoconus cornuta
- Nannoconus cristata
- Nannoconus dauvillieri
- Nannoconus dolomiticus
- Nannoconus elliptica
- Nannoconus elongatus
- Nannoconus fragilis
- Nannoconus globulus
- Nannoconus kampineri
- Nannoconus ligius
- Nannoconus multicadus
- Nannoconus octolithus
- Nannoconus quadratus
- Nannoconus pseudoseptentrionalis
- Nannoconus quadriangulus
- Nannoconus quadricanalis
- Nannoconus steinmani
- Nannoconus steinmannii steinmannii
- Nannoconus truittii
- Nannoconus wassali

Selon Paleobiology Database (23 juil. 2012) :
- Nannoconus abundans
- Nannoconus borealis
- Nannoconus bucheri
- Nannoconus circularis
- Nannoconus compressus
- Nannoconus cornuta
- Nannoconus dauvillieri
- Nannoconus dislocatus
- Nannoconus elongatus
- Nannoconus farinacciae
- Nannoconus inornatus
- Nannoconus kamptneri
- Nannoconus ligius
- Nannoconus minutus
- Nannoconus multicadus
- Nannoconus oviformis
- Nannoconus pseudoseptentrionalis
- Nannoconus quadriangulus
- Nannoconus quadricanalis
- Nannoconus regularis
- Nannoconus steinmannii
- Nannoconus truittii
- Nannoconus vocontiensis
- Nannoconus wassallii

## Compléments